# 長鰭蛇鯔
長鰭蛇鯔，為輻鰭魚綱仙女魚目合齒魚亞目合齒魚科的其中一種，分布於印度西太平洋區，包括阿曼灣、印尼南部及澳洲北部等海域，棲息深度100-280公尺，體長可達25公分，為底棲性魚類，屬肉食性，生活習性不明，可做為食用魚。